# Кинотеатры Витебска

Кинотеатры в Витебске существуют с 1905 года. На 2024 год в Витебске работают 2 кинотеатра, оба подконтрольных государственной структуре УП «Киновидеопрокат» Витебского облисполкома.

## История
Первый киносеанс в Витебске состоялся в 1898 году. Первый кинотеатр открылся в 1905 году («Рекорд», сейчас — «Дом кино»).
В 1910-х годах в Витебске работало 6 кинотеатров — «Рекорд», «Одеон», «КиноАрс», «Иллюзион», «Гигант» и «Художественный». После Октябрьской революции все кинотеатры были национализированы.
В октябре 1921 года «Рекорд» был переименован в «Спартак».
На базе кинотеатра «Иллюзион» в 1923 году был открыт кинотеатр «Пролеткино». В 1924 году в ведение республиканского треста «Белгоскино» переданы кинотеатры «Пролеткино» и «Художественный». При этом кинотеатр «Спартак» подчинялся другой организации — «Совкино».
С 1927 года в кинотеатрах Витебска начали нумеровать зрительские места.
В 1930 году в Витебске в здании «Пролеткино» открылся первый Детский кинотеатр имени Макса Гельца. Под разными названиями он просуществовал до 1941 года.
В апреле 1932 года в «Художественном» (позже в этом же году был переименован в «Первое мая») состоялся первый киносеанс со звуком.
Некоторое время в здании бывшей синагоги на ул. Володарского (сейчас — ул. Суворова) в Витебске работал красноармейский кинотеатр.
В 1940 году в городе работало 3 кинотеатра: «Спартак», «Пролеткино» и «Первое Мая». А после окончания Второй мировой войны в Витебске работал только 1 кинотеатр — «Спартак».
В 1948 году открыт кинотеатр «Заря», а в 1958 — «Дружба», «Зенит», «Октябрь» (строительство велось с 1954 года) и летний кинотеатр «1 Мая».
В 1961 году открылся кинотеатр «Восток», в июле 1961 состоялся первый сеанс в кинотеатре «Мир».
В 1960—1970-е года в Витебске работал передвижной кинотеатр «Малютка».
В 1972 году открылся кинотеатр «Беларусь». В 1989 году в нём впервые в Витебске был показан стереофильм.
В июне 1983 года в списанном самолёте Ту-134 был открыт детский кинотеатр «Полёт» (возле Технологического университета). Самолёт с регистрационным номером СССР-65639, из которого был сделан кинотеатр, в 1977 году был угнан на маршруте Петрозаводск-Ленинград. Кинотеатр работал до 1988 года. В 1992 году самолёт подожгли, а вскоре его демонтировали и утилизировали.
В 1985 году проведена реконструкция кинотеатр «Спартак». В 2006 году после реконструкции кинотеатр был переименован в «Дом кино».
В 1988 году открыт кинотеатр «Бригантина». В 2008 году он был закрыт на капитальный ремонт, но из-за недостатка финансирования работы не были завершены.
С мая 2013 года цифровым стал «Дом кино», а с июля 2013 — «Мир».

## Список кинотеатров
В списке представлены действующие, закрытые и будущие кинотеатры Витебска. Они располагаются в алфавитном порядке.
Таблица:
- Название — название кинотеатра;
- Открыт — дата открытия кинотеатра;
- Закрыт — дата закрытия для недействующих кинотеатров;
- Архитекторы — имя и фамилия архитекторов;
- Адрес — адрес, где находится или находился кинотеатр;
- Примечания — дополнительные пояснения;
- Ссылки — источники;

### Действующие
Цветом выделены временно закрытые кинотеатры
| Название | Открыт | Архитекторы | Адрес          | Изображение | Примечания | Ссылки      |
| -------- | ------ | ----------- | -------------- | ----------- | --- | ----------- |
| Дом кино | 1905   |             | ул. Ленина, 40 |             | Кинозал на 517 мест с экраном 11,2 на 4,7 метра. Старейший кинотеатр Беларуси. До 1921 года — «Рекорд», с 1921 по 2006 — «Спартак». Здание, в котором расположен кинотеатр, является памятником архитектуры конца 19 начала 20 веков. | [ 6 ] [ 7 ] |
| Мир      | 1961   |             | ул. Чехова, 3  |             | 2 зала на 186 и 157 мест. | .           |

### Закрытые
| Название             | Открыт | Закрыт | Архитекторы | Адрес                        | Примечания | Ссылки       |
| -------------------- | ------ | ------ | ----------- | ---------------------------- | --- | ------------ |
| 3Dевятое царство     | 2011   | 2011   |             | ул. Горького, 120            | Первый 3D-кинотеатр Витебска в КДЦ «Первомайский», проработал до апреля 2011.                                                | [ 9 ]        |
| 1 Мая                | 1958   | 1977   | Л. Якушев   | пр-т Фрунзе                  | Летний кинотеатр на 200 мест.                                                                                                | [ 10 ]       |
| Автокинотеатр Driver | 2014   | 2016   |             | пр-т Московский              | Автокинотеатр находился на автодроме рядом с заправкой ГазПроМнефть на Московском проспекте. Звук через FM-передатчик.       | [ 11 ]       |
| Беларусь             | 1972   | 2000-е | Ю. В. Шпит  | ул. Генерала Белобородова, 3 | Зал на 1215 мест. В настоящее время в здании размещается торговый центр «Беларусь».                                          | [ 2 ] [ 12 ] |
| Бригантина           | 1988   | 2008   | В. Бабашкин | пр-т Строителей, 9           | 2 зала на 400 и 200 мест. Закрыт на капитальный ремонт, из-за недостатка финансирования работы не ведутся.                   | [ 2 ]        |
| Восток               | 1961   | 1990-е |             | 1-я Пролетарская ул., 6      | Зрительный зал на 279 мест в двухэтажном здании, построенном по типовому проекту.                                            | [ 12 ]       |
| Гигант               | н/д    | н/д    |             |                              | |              |
| Дружба               | 1958   | н/д    |             | ул. Зеленогурская, 14        | Зал на 220 мест. Сейчас в здании, построенном по типовому проекту, размещается библиотека им. М. Лынькова.                   | [ 2 ] [ 12 ] |
| Заря                 | 1948   | 1969   |             | пл. Победы                   | | [ 12 ]       |
| Зенит                | 1958   | 1990-е |             | ул. Ленинградская, 34        | Зал на 220 мест. Одноэтажное здание, построенное по типовому проекту, сохранилось, используется в качестве торгового центра. | [ 12 ]       |
| Иллюзион             | 1910   | 1941   |             |                              | С 1923 года — «Пролеткино».                                                                                                  |              |
| КиноАрс              | 1910   | н/д    |             |                              | |              |
| Малютка              | н/д    | н/д    |             |                              | Передвижной кинотеатр. |              |
| Одеон                | 1910   | н/д    |             |                              | |              |
| Октябрь              | 1958   | 1997   |             | ул. Космонавтов, 2           | Широкоэкранный кинотеатр с залом на 560 мест. Сейчас — Дворец творчества детей и молодёжи.                                   | [ 12 ]       |
| Полёт                | 1983   | 1988   |             | Московский пр-т              | Детский кинотеатр, находился в списанном самолёте Ту-134.                                                                    |              |
| Художественный       | 1910   | 1941   |             | ул. Кирова                   | С 1932 — «Первое мая». |              |